# رادومیژتسه (ووژیتسا)
رادومیژتسه (به لهستانی:  Radomierzyce) یک روستا در لهستان است که در گمینا زگوژلتس واقع شده‌است. رادومیژتسه ۳۱۶ نفر جمعیت دارد.